# Kyaukme
Kyaukme ( en birmano: ကျောက်မဲမြို့ ) es una ciudad birmana al norte del estado Shan. Está situada en la carretera Mandalay - Lashio, después de Pyin U Lwin y Naungcho, y antes de Hsipaw, en lo que ahora es la carretera Mandalay - Muse, parte de la ruta 14 del Sistema de carreteras y autopistas de Asia (AH14).  También está conectado con Momeik (Mongmit) en el valle del río Shweli y Mogok con sus minas de rubí.  Se puede llegar a Kyaukme en tren por la línea ferroviaria Mandalay-Lashio.  En 2014, la población era de 39.930 habitantes. 

## Historia
En la Segunda Guerra Mundial, los B-25 y P-47 de la Décima Fuerza Aérea de la USAAF llevaron a cabo frecuentes bombardeos desde octubre de 1944 a marzo de 1945 sobre la estación de Kyaukme, así como sobre material rodante, vías y carreteras, e incluso sobre concentraciones de tropas japonesas en la zona. 
El 12 de febrero de 1945, las unidades británicas y estadounidenses del Comando del Área de Combate del Norte (NCAC) del sultanato avanzaban hacia el sur en dirección a Lashio y Kyaukme, pero se vieron detenidas por intensos combates cerca del río Shweli. Kyaukme fue capturada el 31 de marzo de 1945 por la 36.ª División de Infantería británica y las unidades del 6.º Ejército chino, que despejaron la carretera de Birmania desde Mandalay a Lashio. 
Durante la Operación 1027 de la Guerra Civil de Myanmar, la ciudad recibió una oleada de personas que huían de los combates en las zonas rurales del municipio.  De nuevo, durante los combates de junio de 2024, la ciudad fue escenario de enfrentamientos entre las fuerzas de la junta y el Ejército de Liberación Nacional Ta'ang, que finalmente tomó el control de la ciudad.  

## Clima
| Parámetros climáticos promedio de Kyaukme, elevation 759 m (2490,2 pies), (1983–2010) | Parámetros climáticos promedio de Kyaukme, elevation 759 m (2490,2 pies), (1983–2010) | Parámetros climáticos promedio de Kyaukme, elevation 759 m (2490,2 pies), (1983–2010) | Parámetros climáticos promedio de Kyaukme, elevation 759 m (2490,2 pies), (1983–2010) | Parámetros climáticos promedio de Kyaukme, elevation 759 m (2490,2 pies), (1983–2010) | Parámetros climáticos promedio de Kyaukme, elevation 759 m (2490,2 pies), (1983–2010) | Parámetros climáticos promedio de Kyaukme, elevation 759 m (2490,2 pies), (1983–2010) | Parámetros climáticos promedio de Kyaukme, elevation 759 m (2490,2 pies), (1983–2010) | Parámetros climáticos promedio de Kyaukme, elevation 759 m (2490,2 pies), (1983–2010) | Parámetros climáticos promedio de Kyaukme, elevation 759 m (2490,2 pies), (1983–2010) | Parámetros climáticos promedio de Kyaukme, elevation 759 m (2490,2 pies), (1983–2010) | Parámetros climáticos promedio de Kyaukme, elevation 759 m (2490,2 pies), (1983–2010) | Parámetros climáticos promedio de Kyaukme, elevation 759 m (2490,2 pies), (1983–2010) | Parámetros climáticos promedio de Kyaukme, elevation 759 m (2490,2 pies), (1983–2010) |
| Mes                                                                                   | Ene.                                                                                  | Feb.                                                                                  | Mar.                                                                                  | Abr.                                                                                  | May.                                                                                  | Jun.                                                                                  | Jul.                                                                                  | Ago.                                                                                  | Sep.                                                                                  | Oct.                                                                                  | Nov.                                                                                  | Dic.                                                                                  | Anual                                                                                 |
| ------------------------------------------------------------------------------------- | ------------------------------------------------------------------------------------- | ------------------------------------------------------------------------------------- | ------------------------------------------------------------------------------------- | ------------------------------------------------------------------------------------- | ------------------------------------------------------------------------------------- | ------------------------------------------------------------------------------------- | ------------------------------------------------------------------------------------- | ------------------------------------------------------------------------------------- | ------------------------------------------------------------------------------------- | ------------------------------------------------------------------------------------- | ------------------------------------------------------------------------------------- | ------------------------------------------------------------------------------------- | ------------------------------------------------------------------------------------- |
| Temp. máx. media (°C)                                                                 | 24.7                                                                                  | 27.7                                                                                  | 31.0                                                                                  | 32.9                                                                                  | 31.0                                                                                  | 29.8                                                                                  | 29.0                                                                                  | 29.1                                                                                  | 29.3                                                                                  | 28.5                                                                                  | 25.9                                                                                  | 23.8                                                                                  | 28.6                                                                                  |
| Temp. mín. media (°C)                                                                 | 6.5                                                                                   | 8.2                                                                                   | 11.8                                                                                  | 16.2                                                                                  | 19.6                                                                                  | 21.5                                                                                  | 21.7                                                                                  | 21.5                                                                                  | 20.6                                                                                  | 18.3                                                                                  | 13.0                                                                                  | 8.3                                                                                   | 15.6                                                                                  |
| Precipitación total (mm)                                                              | 6.5                                                                                   | 9.3                                                                                   | 12.9                                                                                  | 62.3                                                                                  | 252.4                                                                                 | 418.4                                                                                 | 429.9                                                                                 | 391.2                                                                                 | 262.1                                                                                 | 176.1                                                                                 | 79.4                                                                                  | 13.7                                                                                  | 2114.2                                                                                |
| Fuente: Norwegian Meteorological Institute                                            |                                                                                       |                                                                                       |                                                                                       |                                                                                       |                                                                                       |                                                                                       |                                                                                       |                                                                                       |                                                                                       |                                                                                       |                                                                                       |                                                                                       |                                                                                       |

## Economía
Kyaukme ha sido, desde antes del dominio colonial británico, el principal centro comercial del té de Tawngpeng. En las colinas las rodean habitan los Palaung .  
En agosto de 2003, Birmania y China firmaron un contrato para un proyecto hidroeléctrico, por el que se construiría una presa en el río Shweli cerca de Namhkam con el objetivo de suministrar electricidad a Kyaukme, Hsipaw, Lashio y Namtu . 

## Salud
La malaria es endémica en la zona y su control ha sido preocupación constante de la OMS desde 1950.  En junio de 2004 se inició un programa de salud pública para mejorar la salud de las mujeres en edad reproductiva (15-49) de Kyaukme y Nawnghkio, en colaboración con las autoridades sanitarias de Japón. El proyecto se desarrolló en el período comprendido entre enero de 2005 y diciembre de 2009.  

## Política
La Tercera Brigada del Ejército del Estado Shan-Norte (SSA-Norte) ha estado activa en Mongmit, Kyaukme, Hsipaw, Namtu y Lashio. Llegó a un acuerdo de alto el fuego con el gobierno militar birmano (SLORC) en 1989, y sus actividades se han visto severamente restringidas.  
Durante la Revolución Azafrán, el 24 de septiembre de 2007, 37 monjes budistas en Kyaukme organizaron una marcha de protesta pacífica que terminó sin interferencia de las autoridades, pero se les impidió repetir la protesta al día siguiente. 

## Personas destacadas
Sai Ohn Kyaw (nacido en 1944) - político

## Galería
| - Estación de tren (2017) - Carretera Mogoke-Kyaukme - Edificio en el centro de la ciudad - Mercado local - Carretera principal (2017) |